# Nikon D40x
D40x je Nikonov model v vstopnem dSLR razredu, predstavljen 6. marca 2007..
Medtem ko je po zunanji obliki identičen svojemu predhodniku, se od njega razlikuje po boljšem 10.2 megatočkovnem senzorju CCD, hitrejšem zajemanju zaporednih slika (3 slike na sekundo nameso 2.5), večjem razponu občutljivosti (ISO 100-3200) in daljšem življenjskem času akumulatorskih baterij. Prodaja se samostojno in v kompletu z boljšim teleobjektivom objektivom s stabilizatorjem slike, AF-S DX VR Zoom-Nikkor 55-200mm f/4-5.6G IF-ED.